# (2343) Siding Spring
(2343) Siding Spring ist ein Asteroid des Hauptgürtels, der am 25. Juni 1979 von den Astronomen Eleanor F. Helin und Schelte J. Bus am Siding-Spring-Observatorium in der Nähe von Coonabarabran in New South Wales, Australien entdeckt wurde.
Der Asteroid ist nach der Gemeinde benannt, in der das Australian National Observatory, Anglo-Australian Observatory and U.K. Schmidt Teleskope stehen. Der Asteroid ist der erste mit dem U.K. Schmidt Telescope entdeckte Asteroid, der eine offizielle Nummer erhalten hat.

## Mond
Am 1. Dezember 2015 wurde die Entdeckung eines Mondes um (2343) Siding Spring bekannt gegeben (Bezeichnung: S/2015 (2343) 1).
Die Entdeckung beruht auf Beobachtungen von Lichtkurven verschiedener Observatorien. Der Mond hat einen Durchmesser von knapp einem Kilometer. Seine Entfernung zum Hauptkörper wird mit etwa 7 Kilometern angegeben. Zur Bestimmung genauerer Bahndaten (Umlaufzeit und tatsächlicher Bahnradius) sind weitere Beobachtungen notwendig; aus solchen Daten lässt sich die Masse des Systems genauer bestimmen.